# Serratulus recurvatus
Serratulus recurvatus är en insektsart som beskrevs av Mahmood 1967. Serratulus recurvatus ingår i släktet Serratulus och familjen dvärgstritar.
Artens utbredningsområde är Filippinerna. Inga underarter finns listade i Catalogue of Life.